# Dangerous: The Double Album
Dangerous: The Double Album è il secondo album in studio del cantante statunitense Morgan Wallen, pubblicato nel 2021.

## Tracce

### Disco 1
1. Sand in My Boots – 3:22
2. Wasted on You – 2:58
3. Somebody's Problem – 2:41
4. More Surprised than Me – 2:37
5. 865 – 3:10
6. Warning – 2:36
7. Neon Eyes – 3:46
8. Outlaw (featuring Ben Burgess) – 3:49
9. Whiskey'd My Way – 3:00
10. Wonderin' 'bout the Wind – 3:02
11. Your Bartender – 3:05
12. Only Thing That's Gone (featuring Chris Stapleton) – 3:16
13. Cover Me Up – 4:53
14. 7 Summers – 3:30
15. More Than My Hometown – 3:36

### Disco 2
1. Still Goin' Down – 3:06
2. Rednecks, Red Letters, Red Dirt – 3:05
3. Dangerous – 2:27
4. Beer Don't – 3:16
5. Blame It on Me – 2:42
6. Somethin' Country – 2:52
7. This Bar – 3:05
8. Country Ass Shit – 3:06
9. Whatcha Think of Country Now – 3:02
10. Me on Whiskey – 3:30
11. Need a Boat – 3:05
12. Silverado for Sale – 3:44
13. Heartless (Wallen Album Mix) – 2:49
14. Livin' the Dream – 3:59
15. Quittin' Time – 3:44

## Ricezione
| Recensione | Giudizio |
| ---------- | -------- |
| AllMusic   | [ 6 ]    |

L’album ha avuto un enorme successo commerciale, vendendo più di 6 milioni di dischi nei soli Stati Uniti. L’album ha raggiunto la prima posizione nelle classifiche di Stati Uniti e Canada, raggiungendo la seconda in Australia.

## Classifiche

### Classifiche di fine secolo
| Classifica (2000-2024) | Posizione |
| ---------------------- | --------- |
| Stati Uniti            | 1         |